# Dominikaner-Weingut C. von Nell-Breuning

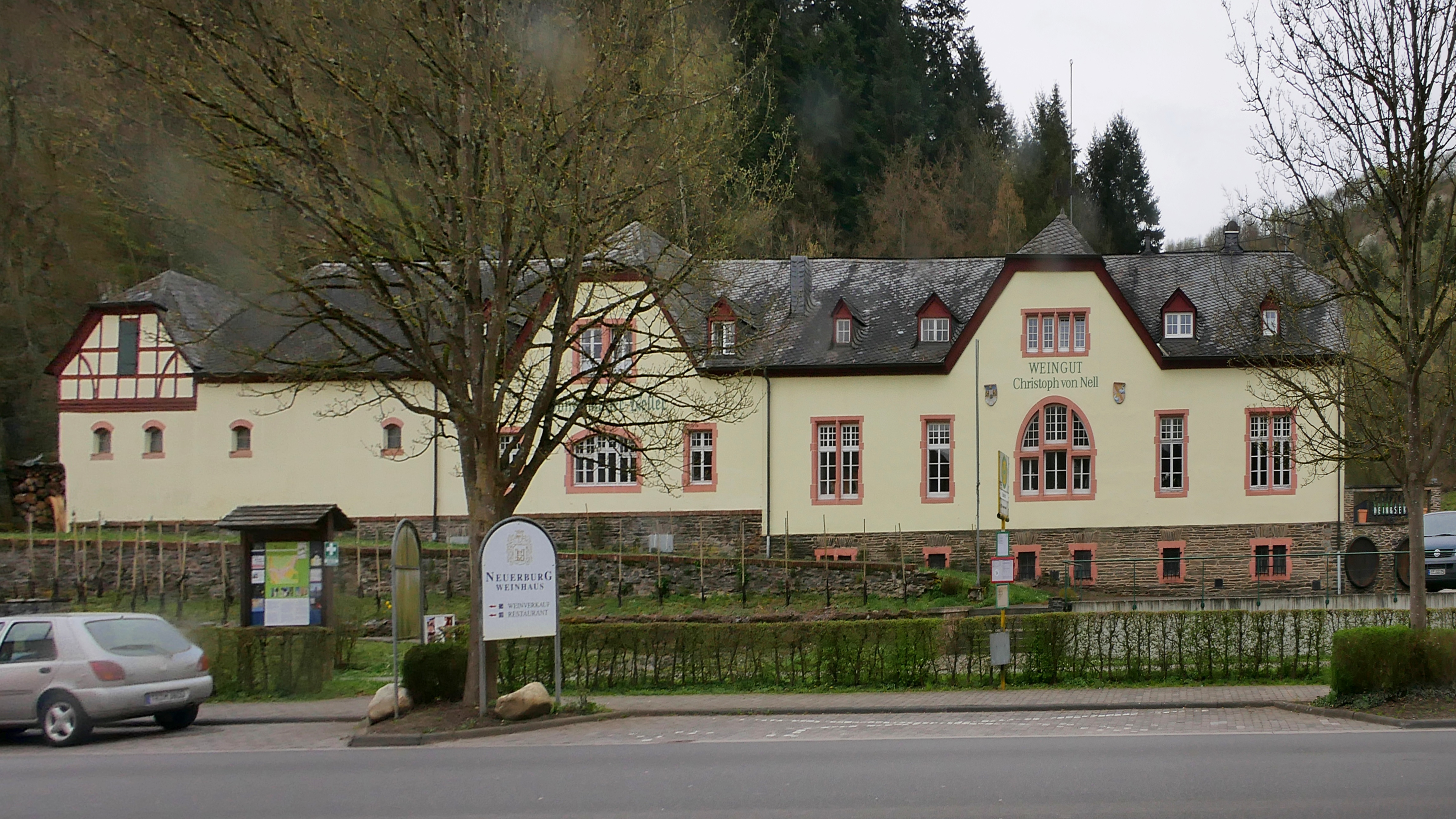
Keltergebäude des Dominikanerweinguts C. von Nell-Breuning

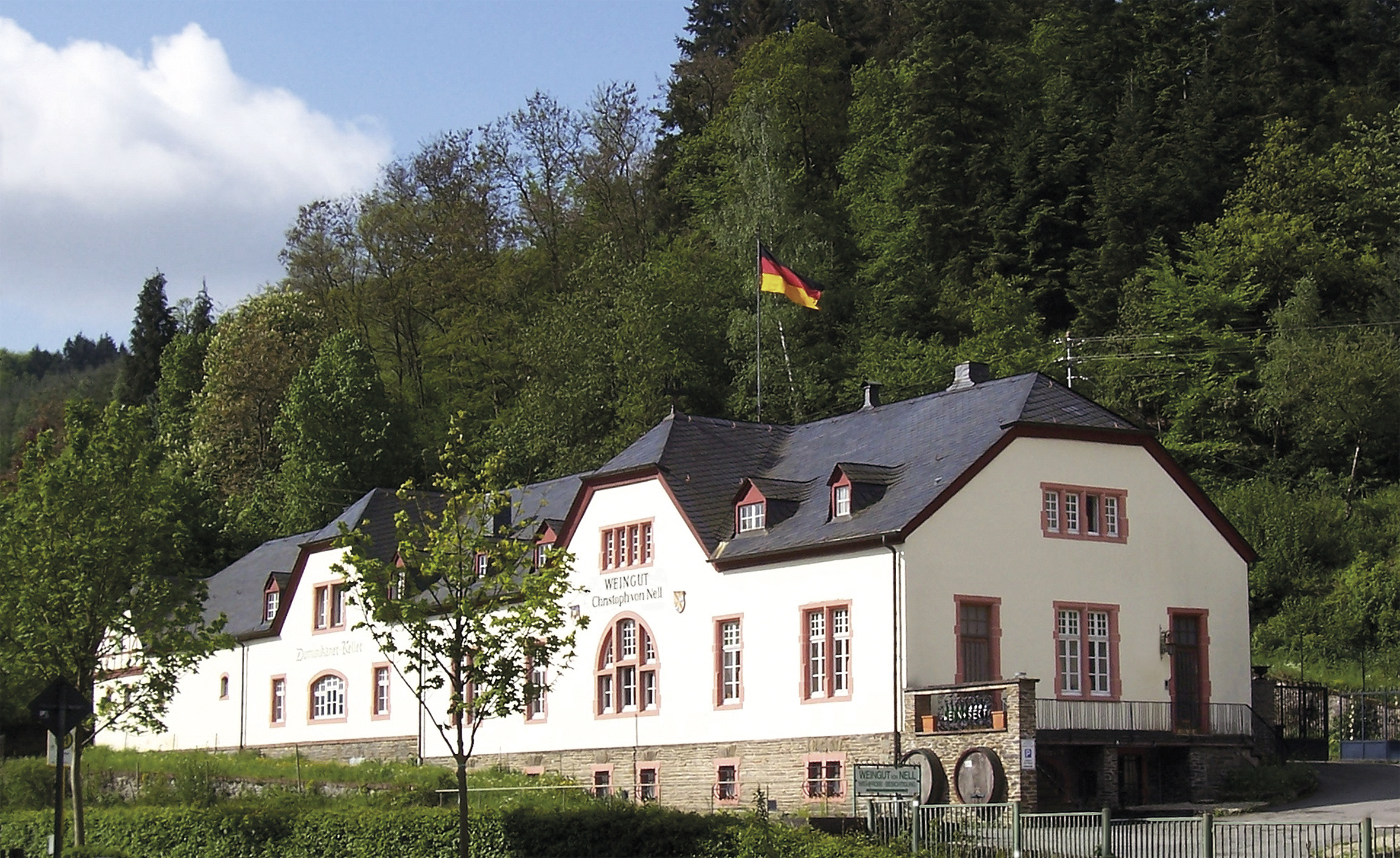
Dominikaner-Weingut C. von Nell-Breuning

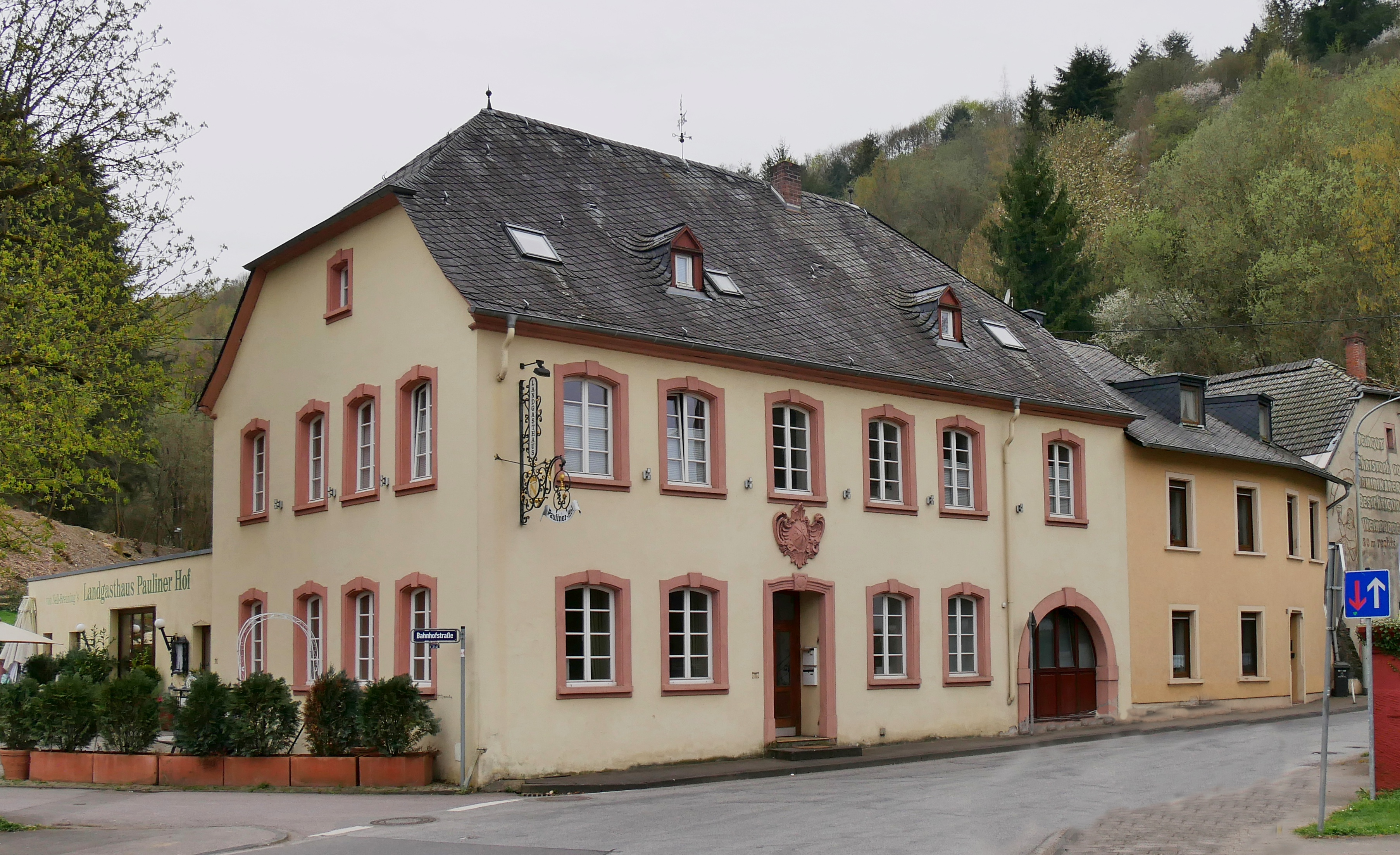
Pauliner Hof, ehemaliges Klostergut, in Kasel

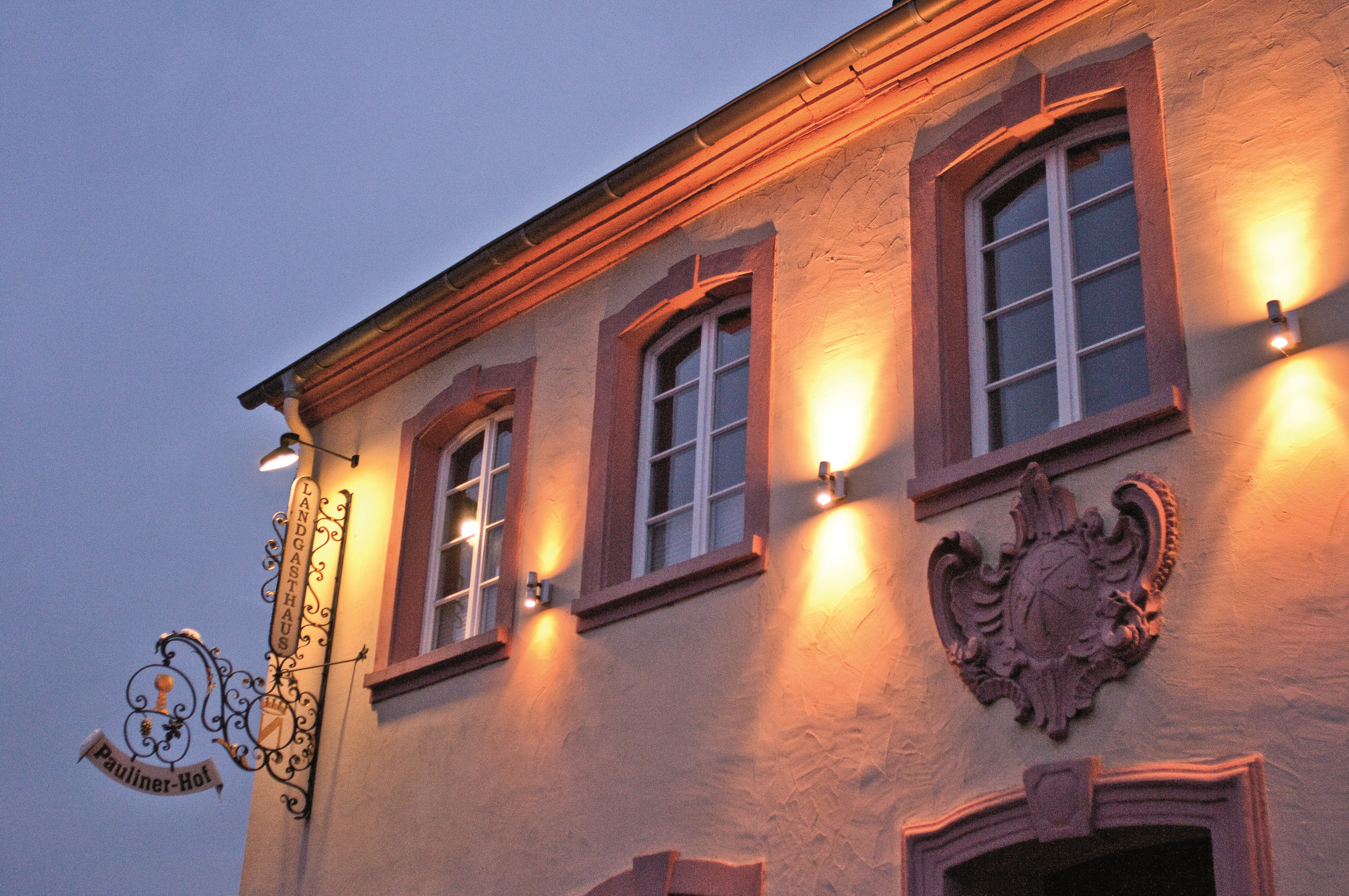
Pauliner Hof in Kasel

Das Dominikaner Weingut C. von Nell-Breuning ist ein Traditionsweingut in Kasel im Ruwertal, welches von der Familie von Nell-Breuning geführt wird und Weine aus dem Weinanbaugebiet Mosel (früher: Mosel-Saar-Ruwer) produziert. Geführt wird das Weingut von Carmen von Nell-Breuning. Den Namen von Nell-Breuning trägt das Weingut seit 1980, als Oswald von Nell-Breuning, der bekannte Theologe und Sozialphilosoph („Nestor der Katholischen Soziallehre“) seinen Namenszusatz an seinen Neffen und Patensohn, Christoph von Nell – damaliger Leiter des Traditionsweinguts – übergeben hat.
Zum Weingut gehört heute ebenfalls die Vinothek Pauliner Hof als Event Location in einem früheren Kloster aus dem 18. Jahrhundert. Seit dem Jahr 2019 arbeitet das Weingut nach biodynamischen Prinzipien.

## Geschichte
Peter Christian von Nell begründet 1670 die Weinbautradition in der Familie. 1709 wird er für seine Verdienste geadelt. Neben dem Weinbau betrieb er auch das Geschäft seines Vaters als Flößer und Holzhändler auf dem Rhein. Als geschickter Kaufmann erkannte er rasch die Synergien zwischen beiden Geschäften und exportierte schon damals seine Weine auch nach Holland, was das Weingeschäft erfolgreich wachsen ließ. So wurden die Weine früh in größerem Rahmen bekannt. Der erzielte Reichtum erlaubte der Familie ein luxuriöses Leben, unter anderem in einem Palais in Perl, in dem auch Napoleon einmal eingeladen gewesen sein soll.
Im Rahmen der Säkularisation ergab sich für die Familie 1803 die Möglichkeit, die Abtei St. Matthias nebst ausgedehnter Ländereien mit diversen Weinbergen zu erwerben. Auch der zwischenzeitlich in Kasel erworbene Besitz wurde weiter vergrößert.

## Lagen
Die Hauptlage stellt der sechs Hektar große Kaseler Dominikanerberg (Steillage mit südwestlicher Ausrichtung) dar, der sich im Alleinbesitz des Weingutes befindet. Hier wird ausschließlich Riesling angebaut. Weitere Lagen sind Kaseler Kehrnagel, Kaseler Hitzlay und Kaseler Nies'chen. Aus letzterer wird der einzige Spätburgunder-Rotwein dieser Lage angebaut. Die Weine sind mit zahlreichen Goldmedaillen und dem Staatsehrenpreis des Landes Rheinland-Pfalz ausgezeichnet.
Nach Aussage des Weingutes tranken „die Großen dieser Welt“ ihre Weine. Genannt werden namentlich der letzte Zar von Russland (Nikolaus II.), U.S. Präsident Gerald Ford, Königin Margrethe II. von Dänemark, Schah Mohammad Reza Pahlavi und Frankreichs Präsident Mitterrand. Der Wein wurde zudem von diversen Bundeskanzlern bei Staatsbesuchen und Weltwirtschaftsgipfeln ausgeschenkt. 1989 errang das Weingut auf dem internationalen Weinwettbewerb in Bordeaux für Deutschland die einzige Goldmedaille. 2002 erhielt das Weingut für seine herausragende Gesamtleistung den Staats-Ehrenpreis der Landwirtschaftskammer Rheinland-Pfalz.

## Sekt
Zum Weingut gehört auch die älteste Sektmanufaktur des Ruwertals, wo der Sekt traditionell von Hand gerüttelt wird.